# Gettin' Over You
"Gettin' Over You" (originalmente intitulada "Gettin' Over") é uma canção gravada pelo DJ francês, David Guetta. Possui aparências vocais pelo vocalista Americano de R&B Chris Willis e foi lançado digitalmente em 4 de Agosto de 2009 em todo o mundo. Os vocais na canção foram elogiados pela EW music-mix afirmando que "Willis tem uma voz grossa agradável, e ele tira as tripas para fora, como a vida de milhões de glowsticks pendurados na balança".
O remix oficial do single intitulado "Gettin' Over You" foi lançado em 12 de Abril de 2010. O remix possui aparências vocais de Chris Willis, Fergie e LMFAO. Até agora alcançou o número 55 nos E.U.A., número 6 na Austrália e número 1 no Reino Unido (o terceiro número único do Reino Unido de Guetta). O single caiu para 4º lugar no Reino Unido no UK Singles Chart em 13 de Junho.

## "Gettin' Over You"
Uma versão remix de "Gettin' Over" foi gravada com vocais adicionais de Fergie e Will.i.am. Em entrevista ao Digital Spy, David Guetta, disse que esse remix será lançado em todo o mundo como o quinto single do álbum. Em Março de 2010, David Guetta anunciou em seu site que o remix oficial será lançado em 12 de Abril de 2010 sob o nome "Gettin' Over You" e Will.i.am tinha sido substituído pela banda norte-americana de Electronic, LMFAO. Redfoo de LMFAO disse à MTV News que "o conceito da canção é, você está apaixonado por uma garota e depois vocês separam", disse ele, em seguida, brincou: "Ela começou provavelmente com Lil Jon ou alguém", antes de continuar "Então, eu estou indo a festa até você me vir buscar."

## Clipe musical
O clipe da música começou a produção em 20 de Abril de 2010 com Rich Lee que filmou vídeos passados para os Black Eyed Peas. O vídeo estreou na terça-feira 18 de maio de 2010. Dispõe Guetta, Ferguson, Willis e LMFAO produzindo a música em um estúdio de gravação. Os cantores são interrompidos quando uma multidão de fãs entra em estúdio para a festa. Os cantores são então forçados a fugir para as ruas junto com Guetta, que leva suas aparelhagens, seu MacBook Pro usado para as produções e seus sintetizadores (como o Roland SH-101, camuflado), onde o "partido" continua. O vídeo da música também tem um grupo de dança, o Jabbawockeez.

## Performance nas paradas
| Paradas (2010)                         | Posição |
| -------------------------------------- | ------- |
| Austrália (ARIA)                       | 5       |
| Áustria (Ö3 Austria Top 40)            | 4       |
| Bélgica (Ultratop Wallonia)            | 15      |
| Canadian Hot 100                       | 12      |
| Denmark                                | 25      |
| Dutch40                                | 21      |
| Dutch100                               | 31      |
| Europa (European Hot 100 Singles)      | 2       |
| França (SNEP)                          | 1       |
| França Download Chart                  | 6       |
| Alemanha                               | 16      |
| Nova Zelândia                          | 9       |
| Irlanda (IRMA)                         | 4       |
| Itália                                 | 3       |
| Nova Zelândia                          | 3       |
| Escócia                                | 1       |
| Espanha                                | 16      |
| Suécia                                 | 28      |
| Suíça                                  | 12      |
| UK Singles                             | 1       |
| UK Dance (The Official Charts Company) | 1       |
| U.S. Hot Dance Club Songs              | 1       |
| U.S. Billboard Hot 100                 | 31      |